# 十一號鎮區 (阿肯色州本頓縣)
十一號鎮區（英語：Township 11）是位於美國阿肯色州本頓縣的一個行政鎮區。根據2010年美國人口普查，該地共人口12,273人，而該地的面積約為538.21平方千米。

## 地理
十一號鎮區的座標為36°23′37″N 94°28′06″W / 36.39361°N 94.46833°W。